# Internacional de Saint-Imier

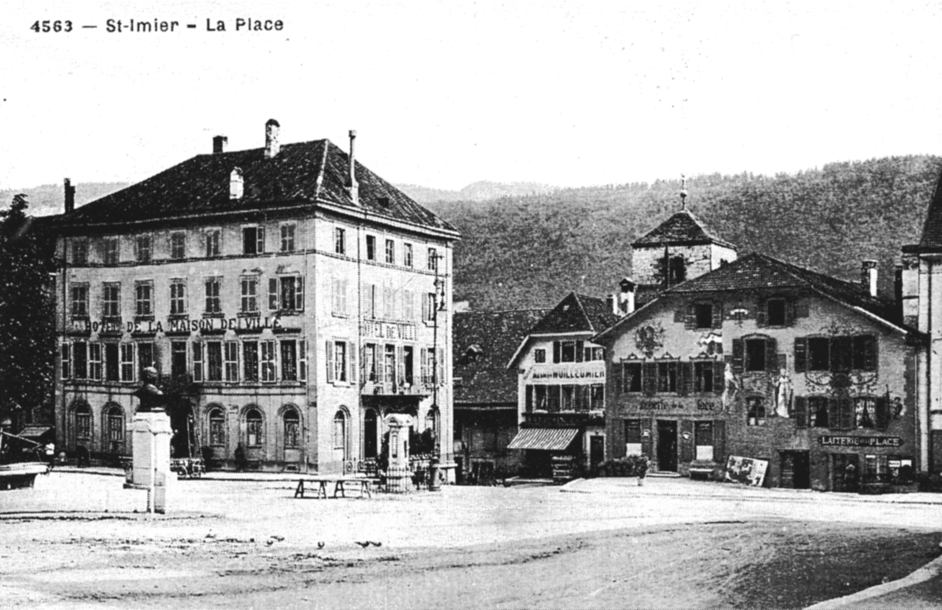
Ayuntamiento de Saint-Imier donde se celebró el Congreso.

La Internacional de St. Imier fue una organización anarquista internacional fundada por Bakunin y sus seguidores en un Congreso celebrado en Saint-Imier (Suiza) el 15 de septiembre de 1872 después de haber sido expulsados de la Primera Internacional en el Congreso de La Haya celebrado una semana antes. La Internacional de Saint-Imier desapareció a finales de 1877 después de celebrar en septiembre los Congresos de Verviers y el ampliado de Gante que resultaron un fracaso.

## Historia

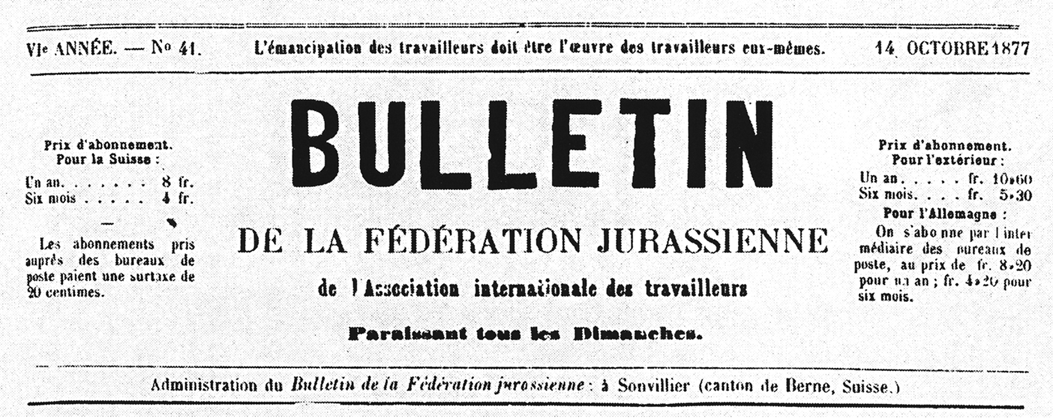
Boletín de la Federación del Jura.

### El Congreso de Saint-Imier (septiembre, 1872)
El Congreso de La Haya decidió expulsar de la Internacional a Bakunin y a James Guillaume por no haber disuelto la Alianza Internacional de la Democracia Socialista, lo que provocó que los delegados de la Federación del Jura, de Bélgica y de la Federación Regional Española —Farga Pellicer, Morago, Marselau (un antiguo religioso republicano que acabaría en las filas del carlismo) y Alerini (un refugiado de la Comuna de París)—, junto con un delegado holandés y otro suizo, firmaran un manifiesto mostrando su disconformidad. Todos ellos, entre los que se encontraban Giuseppe Fanelli y Errico Malatesta, decidieron reunirse en Saint-Imier (Suiza) para celebrar un Congreso aparte en el que rechazaron la expulsión de Bakunin y de Guillaume, no reconocieron al Consejo General nombrado en La Haya y aprobaron una resolución que recogía las tesis bakuninistas y que contradecía la política defendida por la Internacional. La resolución sobre la acción política del proletariado decía:

1.º, que la destrucción de todo poder político es el primer deber del proletariado; 2.º, que toda organización de un poder político pretendido provisional y revolucionario para traer esa destrucción no puede ser más que un engaño y sería tan peligroso para el proletariado como todos los gobiernos que existen hoy; 3.º, que rechazado todo compromiso para llegar a la realización de la Revolución Social, los proletarios de todos los países deben establecer, fuera de toda política burguesa, la solidaridad de la acción revolucionaria.

En el Congreso también se aprobó el llamado «Pacto de Amistad, de Solidaridad, y de Defensa Mutua entre Federaciones Libres» (también conocido como Pacto de Saint-Imier) en el que se decía que «considerando que en el seno de la Internacional existe una tendencia, abiertamente manifestada en el congreso de la Haya por el partido autoritario, a sustituir con el predominio y poder de los jefes del partido comunista alemán el libre desarrollo y organización espontánea del proletariado... los delegados de la federación española, italiana, jurasiense, francesa y americana, reunidos en este congreso establecen este Pacto...»: 1.º Las federaciones mantendrán entre ellas una comunicación regular. 2.º Cuando alguna de las federaciones «sea atacada en su libertad por la mayoría de un congreso general o por el gobierno del Consejo Federal... todas las otras federaciones y secciones se declararán solidarias con ella», y 3.º El Pacto tiene como finalidad la salvaguarda de la unidad de la Internacional a la que «la ambición del partido autoritario ha puesto en peligro».
En el Congreso también se proclamó que: 

las aspiraciones del proletariado no tienen otro propósito más que establecer una organización y federación económica absolutamente libre, fundada a partir del trabajo y la equidad de todos y absolutamente libre de todo gobierno político, [...](en el que cada obrero tenga) el derecho al disfrute del producto completo de su labor y de este modo lograr los medios para desarrollar sus plenos poderes intelectuales, materiales y morales en forma colectiva.

### El Congreso de Ginebra (septiembre, 1873)
En septiembre de 1873 la Internacional celebró en Ginebra su II Congreso (oficialmente el Sexto Congreso General ya que se consideraba la legítima heredera de la Internacional fundada en Londres en 1864). Coincidió con el Congreso celebrado por los marxistas en la misma ciudad, aunque el de éstos resultó un fracaso ya que participó un escaso número de federaciones «regionales» y el Consejo General no pudo acudir por falta de fondos. En cambio al Congreso de los anarquistas, inaugurado el 1 de septiembre, asistieron delegados de Gran Bretaña, Suiza, Francia, Países Bajos, Bélgica y España —Farga Pellicer y García Viñas, junto con los exiliados franceses Alerini, Brousse y Marquet—. Una federación de Estados Unidos comunicó su adhesión.
El Congreso acordó la disolución del Consejo General y se propuso que el siguiente Congreso se celebrase en España, pero el delegado español García Viñas se opuso porque pensaba que en el plazo de un año «España estará en plena revolución social o en plena reacción». En cuanto a los temas que se debatieron destacó la cuestión huelga general, con la que según la propuesta se haría efectiva «efectiva la solidaridad revolucionaria entre las diferentes localidades y regiones; entendiendo que debían estar los obreros dispuestos a ponerse en huelga para imposibilitar la concentración de fuerzas de la burguesía sobre los puntos o regiones donde estallase un movimiento revolucionario». Sobre este tema el Congreso acordó lo siguiente:

[Vistos] los gravísimos inconvenientes que en sí lleva la organización de una huelga general, más que nada, por los obstáculos que presentan los obreros que, no habiéndose aún hecho cargo de su posición... se hacen instrumentos de la burguesía, faltando al deber de solidaridad con los demás explotados... [se decidió] recomendar a las secciones que renuncien en todo lo posible a la huelga parcial... que hagan de manera que los movimientos de resistencia... sean por Federaciones de oficio, y que procuren fomentar la organización para la lucha no sólo en el terreno de la solidaridad económica contra el capital, sino en el terreno de la solidaridad revolucionaria contra toda clase de esplotación [sic].

### Los Congresos de Bruselas (1874), Berna (1876) y Verviers (1877)
Los dos congresos siguientes se celebraron en Bruselas entre el 7 y el 13 de septiembre de 1874 y en Berna en octubre de 1876. En este último se debatió la propuesta de abrir el siguiente congreso a delegados de organizaciones no anarquistas, a lo que se opusieron los representantes de la Federación italiana y los de la Federación Regional Española (FRE) —José García Viñas, que asistió bajo el seudónimo de Antonio Sánchez, y Trinidad Soriano, que adoptó el nombre de Francisco Portillo— si no se aceptaba el siguiente principio: «La Internacional es la única organización existente que representa verdaderamente el socialismo popular; por consiguiente creemos que nuestra Asociación debe hacerse representar en el congreso socialista, no para fundirse en una organización nueva, sino solamente para defender sus principios y sus medios de acción y procurar atraerse las organizaciones obreras que aún no han entrado en sus filas». Aprobado esto se convocó un congreso amplio que se celebraría en septiembre de 1877 en Gante, aunque poco antes se reuniría el de la Internacional anarquista en Verviers. Sobre la convocatoria del congreso amplio en Gante del que «podría resultar una nueva Internacional», un periódico clandestino anarquista español advertía que «tal cosa equivaldría a suponer que el congreso, olvidándose de la elevada misión que le está encomendada, habría de ocuparse en cosas tan perfectamente superfluas como pretender la formación de una nueva Internacional, puesto que ésta existe, tiene su magnífica organización y su círculo es bastante ancho para que dentro de ella quepan todos los hombres de buena voluntad y todas las organizaciones obreras que aspiren a la emancipación completa del proletariado».
Los Congresos de Verviers y de Gante celebrados entre el 6 y el 8 de septiembre de 1877, el primero, y a continuación el segundo, fueron los últimos de la Internacional anarquista ya que «fracasaron al no conseguir la asistencia de muchos representantes de las sociedades obreras». En el de Verviers se constató la radicalización del movimiento anarquista cada vez más decantado hacia posiciones favorables al uso de la violencia por influencia del populismo y del nihilismo rusos, y que se concretó en la aprobación de la política de la «propaganda por el hecho». De ahí que el congreso mostrara sus «simpatías y solidaridad» con los atentados ocurridos en San Petersburgo y con la insurrección italiana en Benevento.
Por otro lado, en el Congreso de Verviers se planteó por primera vez el debate entre el anarcocolectivismo, la doctrina dominante hasta entonces en el movimiento anarquista —y que se basaba en los escritos de Bakunin, que había muerto el año anterior—, y el anarcocomunismo defendido por una nueva generación anarquista entre los que se encontraban el ruso exiliado en Suiza Piotr Kropotkin, el italiano Errico Malatesta o el francés Élisée Reclus. Así, mientras los anarcocolectivistas defendían el principio «De cada uno según su capacidad, a cada uno según su trabajo» (lo que significaba que los medios de producción eran propiedad colectiva de los que habían contribuido a crearlos por medio de su trabajo), los anarcocomunistas proponían el principio «De cada uno según sus fuerzas, a cada uno según sus necesidades» (lo que significaba que los medios de producción no eran propiedad de los trabajadores que los habían creado sino del conjunto de la sociedad, única manera, según ellos, de no perpetuar las diferencias sociales y alcanzar realmente la sociedad sin clases o comunismo). En el Congreso se acordó tras un intenso debate que cada Federación Regional decidiera qué opción seguía. La Federación Regional Española, por ejemplo, siguió fiel al anarcocolectivismo, pero entre determinadas federaciones y secciones, especialmente en Andalucía, empezó a propagarse el anarcocomunismo.
El anarquista español Anselmo Lorenzo escribió años más tarde:

La Asociación Internacional de Trabajadores dejó de existir materialmente en el Congreso de Verviers... Tan muerta quedó de hecho... que la Comisión Federal Española no pudo cambiar una sola carta con la entidad encargada de la oficina internacional.

## Memoria histórica
Del 8 al 12 de agosto del 2012, se celebró en Saint-Imier un encuentro internacional anarquista.